# Tana Qvil
Tana Qvil este pseudonimul lui Maria Ana Oardă (n. 27 decembrie 1894, București — d. 1976) care a fost o poetă română, cunoscută ca soția lui Ion Vinea.